# Bolitoglossa chucantiensis
Espèce
Bolitoglossa chucantiensis est une espèce d'urodèles de la famille des Plethodontidae.

## Répartition
Cette espèce est endémique de la province de Darién au Panama. Elle se rencontre à 1 424 m d'altitude sur le Cerro Chucantí dans la cordillère de Majé.

## Étymologie
Son nom d'espèce, composé de chucanti et du suffixe latin -ensis, « qui vit dans, qui habite », lui a été donné en référence au lieu de sa découverte, le Cerro Chucantí.

## Publication originale
- Batista, Köhler, Mebert & Vesely, 2014 : A new species of Bolitoglossa (Amphibia: Plethodontidae) from eastern Panama, with comments on other members of the adspersa species group from eastern Panama. Mesoamerican Herpetology, vol. 1, no 1, p. 97–121.